# Universeller Koeffizientensatz
Das universelle Koeffiziententheorem ist eine Aussage eher technischen Charakters aus dem mathematischen Teilgebiet der algebraischen Topologie. Es erlaubt, die Homologie bzw. Kohomologie eines Raumes mit Koeffizienten in einer beliebigen abelschen Gruppe aus der Homologie bzw. Kohomologie mit Koeffizienten in den ganzen Zahlen auszurechnen.

## Homologische Fassung
Es seien {\displaystyle X} ein topologischer Raum, {\displaystyle A} eine abelsche Gruppe und {\displaystyle n} eine natürliche Zahl. Dann gibt es eine natürliche kurze exakte Folge
{\displaystyle 0\to H_{n}(X)\otimes A\to H_{n}(X;A)\to \operatorname {Tor} _{1}^{\mathbb {Z} }(H_{n-1}(X),A)\to 0.}
Dabei steht {\displaystyle H_{n}(X)} abkürzend für {\displaystyle H_{n}(X;\mathbb {Z} )}, und Tor ist das Torsionsprodukt.
Die Folge spaltet, aber nicht natürlich.

## Kohomologische Fassung
Es seien {\displaystyle X} ein topologischer Raum, {\displaystyle A} eine abelsche Gruppe und {\displaystyle n} eine natürliche Zahl. Dann gibt es eine natürliche kurze exakte Folge
{\displaystyle 0\to \operatorname {Ext} _{\mathbb {Z} }^{1}(H_{n-1}(X),A)\to H^{n}(X;A)\to \operatorname {Hom} (H_{n}(X),A)\to 0.}
Dabei steht wieder {\displaystyle H_{n}(X)} abkürzend für {\displaystyle H_{n}(X;\mathbb {Z} )}, und Ext ist der abgeleitete Funktor Ext. Der Homomorphismus {\displaystyle H^{n}(X;A)\to \operatorname {Hom} (H_{n}(X),A)} wird durch die Kronecker-Paarung definiert.
Im Unterschied zur homologischen Fassung ist diese Aussage selbst für {\displaystyle A=\mathbb {Z} } nicht trivial.
Wie oben spaltet die Folge, aber nicht natürlich.

## Anwendungsbeispiele
- Zusammen mit der Aussage {\displaystyle H_{1}(X)=\pi _{1}(X)^{\mathrm {ab} }} folgt

{\displaystyle H^{1}(X;\mathbb {R} )=\operatorname {Hom} (\pi _{1}(X),\mathbb {R} ).}
- Die reelle projektive Ebene {\displaystyle X=\mathbb {R} P^{2}} hat die 2-Sphäre als zweiblättrige, universelle Überlagerung, also gilt {\displaystyle H_{1}(X)=\pi _{1}(X)=\mathbb {Z} /2\mathbb {Z} }, somit besitzt {\displaystyle H^{2}(X;A)} eine zu

{\displaystyle \operatorname {Ext} ^{1}(\mathbb {Z} /2\mathbb {Z} ,A)=A/2A}
isomorphe Untergruppe.

## Verallgemeinerungen
- Es gibt vollkommen analoge Aussagen für beliebige flache (für Homologie) bzw. freie (für Kohomologie) Kettenkomplexe über einem beliebigen Hauptidealring {\displaystyle R} und {\displaystyle R}-Moduln.
- Der Satz von Künneth enthält das universelle Koeffiziententheorem als Spezialfall.